# Acantholipes
Acantholipes is een geslacht van vlinders van de familie van de spinneruilen (Erebidae). De wetenschappelijke naam voor dit geslacht is voor het eerst voorgesteld door Julius Lederer in een publicatie uit 1857.

## Soorten
- A. acephala Strand, 1912
- A. afar Laporte, 1991
- A. aurea Berio, 1966
- A. canofusca Hacker & Saldaitis, 2010
- A. circumdata (Walker, 1858)
- A. curvilinea Leech, 1900
- A. germainae Laporte, 1991
- A. hypenoides Moore, 1881
- A. juba (Swinhoe, 1902)
- A. larentioides Strand, 1920
- A. namacensis (Guenée, 1852)
- A. plecopteroides Strand, 1920
- A. plumbeonitens Hampson, 1926
- A. regularis (Hübner, 1813)
- A. regulatrix Wiltshire, 1961
- A. semiaurea Berio, 1966
- A. singularis Gerasimov, 1931
- A. tenuipoda Strand, 1920
- A. trajecta (Walker, 1865)
- A. transiens Berio, 1956
- A. trimeni C. Felder, R. Felder & Rogenhofer, 1874
- A. zuboides (Montague, 1914)